# Gerhard Tappen
Gerhard Tappen (Hannover, 3 luglio 1866 – Goslar, 28 maggio 1953) è stato un militare tedesco.

## Biografia
Durante la prima guerra mondiale prestò servizio dall'agosto del 1914 all'interno del quartier generale di stanza a Coblenza ove venne nominato capo della divisione operazioni speciali dello stato maggiore. In quest'area egli perse il fratello Hans il quale svolgeva esperimenti con armi chimiche per conto dello stato maggiore tedesco.
Dall'11 marzo 1915 venne nominato capo di stato maggiore della 7. Armee sotto la guida del generale Josias von Heeringen e dal 28 agosto 1916 venne promosso maggiore generale prestando servizio nel gruppo di armate del generale von Mackensen in Romania. Nel dicembre del 1916 ottenne il comando della 5. Ersatz-Division e nel settembre 1917 divenne comandante della 15. Division. Il 27 agosto 1939, nell'anniversario della Battaglia di Tannenberg alla quale prese parte nel 1914 venne nominato generale d'artiglieria ad honoerm.
Durante gli anni del primo conflitto mondiale tenne un diario di guerra che, unitamente ad altre corrispondenze, si trovano oggi presso l'archivio federale tedesco.

## Opere
- Bis zur Marne 1914: Beiträge zur Beurteilung der Kriegführung bis zum Abschluss der Marne-Schlacht, Stalling-Verlag, Oldenburg, 1920.